# Vista Hermosa de Anaya
Vista Hermosa de Anaya är en ort i Mexiko.   Den ligger i kommunen Papantla och delstaten Veracruz, i den sydöstra delen av landet, 230 km nordost om huvudstaden Mexico City. Vista Hermosa de Anaya ligger 35 meter över havet och antalet invånare är 230.
Terrängen runt Vista Hermosa de Anaya är platt åt sydost, men åt nordväst är den kuperad. Runt Vista Hermosa de Anaya är det ganska tätbefolkat, med 149 invånare per kvadratkilometer. Närmaste större samhälle är Papantla de Olarte, 14,1 km väster om Vista Hermosa de Anaya. Omgivningarna runt Vista Hermosa de Anaya är en mosaik av jordbruksmark och naturlig växtlighet.